# Сен-Клер-д'Арсе
Сен-Клер-д'Арсе́ (фр. Saint-Clair-d'Arcey) — колишній муніципалітет у Франції, в регіоні Верхня Нормандія, департамент Ер. Населення — 335 осіб (2011).
Муніципалітет був розташований на відстані близько 130 км на захід від Парижа, 55 км на південний захід від Руана, 36 км на захід від Евре.

## Історія
До 2015 року муніципалітет перебував у складі регіону Верхня Нормандія. Від 1 січня 2016 року належав до нового об'єднаного регіону Нормандія.
1 січня 2019 року Сен-Клер-д'Арсе, Сент-Обен-ле-Вертюе i Сен-Кантен-дез-Іль було об'єднано в новий муніципалітет Тре-Сан-ан-Уш.

## Демографія
Динаміка населення (INSEE ):
Розподіл населення за віком та статтю (2006):
| Стать | Всього | До 15 років | 15-24 | 25-44 | 45-64 | 65-85 | Понад 85 |
| --- | ------ | ----------- | ----- | ----- | ----- | ----- | -------- |
| Чоловіки | 152    | 20          | 24    | 44    | 48    | 16    | 0        |
| Жінки | 144    | 20          | 16    | 28    | 52    | 16    | 12       |
| \| Статево-вікова піраміда \| Статево-вікова піраміда \| Статево-вікова піраміда \| \| ----------------------- \| ----------------------- \| ----------------------- \| \| Чоловіки \| Вік \| Жінки \| \| 0 \| 85 + \| 12 \| \| 0 \| 80-84 \| 0 \| \| 4 \| 75-79 \| 0 \| \| 12 \| 70-74 \| 4 \| \| 0 \| 65-69 \| 12 \| \| 8 \| 60-64 \| 8 \| \| 16 \| 55-59 \| 12 \| \| 8 \| 50-54 \| 16 \| \| 16 \| 45-49 \| 16 \| \| 8 \| 40-44 \| 8 \| \| 16 \| 35-39 \| 12 \| \| 4 \| 30-34 \| 8 \| \| 16 \| 25-29 \| 0 \| \| 8 \| 20-24 \| 4 \| \| 16 \| 15-20 \| 12 \| \| 16 \| 10-14 \| 4 \| \| 0 \| 5-9 \| 4 \| \| 4 \| 0-4 \| 12 \| |        |             |       |       |       |       |          |
| Статево-вікова піраміда |        |             |       |       |       |       |          |
| Чоловіки | Вік    | Жінки       |       |       |       |       |          |
| 0 | 85 +   | 12          |       |       |       |       |          |
| 0 | 80-84  | 0           |       |       |       |       |          |
| 4 | 75-79  | 0           |       |       |       |       |          |
| 12 | 70-74  | 4           |       |       |       |       |          |
| 0 | 65-69  | 12          |       |       |       |       |          |
| 8 | 60-64  | 8           |       |       |       |       |          |
| 16 | 55-59  | 12          |       |       |       |       |          |
| 8 | 50-54  | 16          |       |       |       |       |          |
| 16 | 45-49  | 16          |       |       |       |       |          |
| 8 | 40-44  | 8           |       |       |       |       |          |
| 16 | 35-39  | 12          |       |       |       |       |          |
| 4 | 30-34  | 8           |       |       |       |       |          |
| 16 | 25-29  | 0           |       |       |       |       |          |
| 8 | 20-24  | 4           |       |       |       |       |          |
| 16 | 15-20  | 12          |       |       |       |       |          |
| 16 | 10-14  | 4           |       |       |       |       |          |
| 0 | 5-9    | 4           |       |       |       |       |          |
| 4 | 0-4    | 12          |       |       |       |       |          |

## Економіка
2010 року серед 220 осіб працездатного віку (15—64 років) 171 була активною, 49 — неактивними (показник активності 77,7%, у 1999 році було 71,2%). З 171 активної мешканців працювали 152 особи (76 чоловіків та 76 жінок), безробітними було 19 (9 чоловіків та 10 жінок). Серед 49 неактивних 6 осіб було учнями чи студентами, 26 — пенсіонерами, 17 були неактивними з інших причин.

У 2010 році в муніципалітеті нараховувалося 130 оподаткованих домогосподарств, в яких проживали 348,0 особи, медіана доходів виносила 19 359 євро на одного особоспоживача